# Cheiridium minor
Cheiridium minor es una especie de arácnido del orden Pseudoscorpionida de la familia Cheiridiidae.

## Distribución geográfica
Se encuentra en China, Japón y Corea.